# Froduald Karamira
Froduald Karamira (14 de agosto de 1947 - 24 de abril de 1998) fue un político ruandés. Fue declarado culpable de crímenes al organizar la implementación del genocidio ruandés, así como la propagación de discursos de odio contra su etnia natal. Fue sentenciado a muerte por un tribunal independiente de Ruanda y fue uno de los últimos 24 individuos ejecutados por Ruanda, antes de la abolición de la pena de muerte.

## Biografía
Nació en Mushubati, Gitarama, Ruanda-Urundi, en el seno de una familia tutsi. Al ser adulto, Karamira pasó a ser un hutu, siguiendo ciertas tradiciones ruandesas que permiten "conversiones" de un grupo a otro.
Karamira fue el segundo vicepresidente del Movimiento Democrático Republicano y fue líder de la facción extremista del partido, en la que simpatizaban con ideas extremistas a favor de la etnia hutu.
El 23 de octubre de 1993, tras el asesinato del presidente Melchior Ndadaye, Karamira pronunció un discurso público durante el cual acuñó el concepto de "poder hutu". Llamó a los hutus "a levantarse y tomar las medidas necesarias", y "buscar dentro de nosotros mismos al enemigo que está entre nosotros", siendo uno de los detonantes para la posterior matanza racial. Durante el genocidio, participó en la constitución del gobierno interino, además de dar discursos propagandísticos en la Radio Télévision Libre des Mille Collines.

### Juicio por genocidio y consecuente ejecución
Su juicio comenzó el 13 de enero de 1997 en Kigali. Además de sus discursos diarios que incitaron al genocidio, se afirmó que él fue instrumental en la creación y armamento de las milicias de Interahamwe; también fue acusado de ser personalmente responsable del asesinato de cientos de tutsis, incluidos 13 miembros de su propia familia.
El 14 de febrero de 1997, Karamira fue condenado por todos los cargos y condenado a muerte por pelotón de fusilamiento. Apeló ante el Tribunal de Apelaciones de Kigali, pero la apelación fue rechazada y su sentencia confirmada el 12 de septiembre de 1997.
El 24 de abril de 1998, en un evento público en el estadio Nyamirambo en Kigali, Karamira fue ejecutado por un pelotón de fusilamiento junto con otras 21 personas condenadas de participación en el genocidio de Ruanda.  El mismo día, al menos otras dos personas también fueron ejecutadas en otros lugares de Ruanda.